# Hard Times (chanson de Paramore)
Pour les articles homonymes, voir Hard Times.
Singles de Paramore
Ain't It Fun
(2014) Told You So (en)
(2017)
Hard Times est une chanson du groupe américain Paramore sortie le 19 avril 2017. Elle est extraite d'After Laughter, le cinquième album studio du groupe.

## Clip vidéo
Le clip vidéo de Hard Times, qui est réalisé par Andrew Joffe, est tourné pendant deux jours aux studios Optimist à Los Angeles au mois de mars 2017.

## Accueil critique
Les critiques du magazine Billboard classent Hard Times à la 29e place de leur classement des meilleures chansons de 2017 et à la deuxième place de leur classement des meilleures chansons rock de l'année. Elle fait partie des cent chansons qui reflètent le mieux la culture musicale des années 2010 d'après un article publié par le magazine en novembre 2019.
La chanson arrive aussi à la onzième place du sondage Pazz & Jop publié par The Village Voice en janvier 2018.

## Classements et certifications
| Classement (2017)                              | Meilleure position |
| ---------------------------------------------- | ------------------ |
| Australie (ARIA)                               | 61                 |
| Belgique (Flandre Ultratip Bubbling Under 100) | Tip                |
| Belgique (Wallonie Ultratip Bubbling Under 50) | 28                 |
| Canada (Hot 100)                               | 65                 |
| Écosse (OCC)                                   | 14                 |
| États-Unis (Hot 100)                           | 90                 |
| États-Unis (Adult Pop Songs)                   | 24                 |
| États-Unis (Alternative Songs)                 | 13                 |
| États-Unis (Hot Rock Songs)                    | 6                  |
| États-Unis (Rock Airplay)                      | 17                 |
| Finlande (Tilastot Suomen)                     | 13                 |
| Irlande (IRMA)                                 | 54                 |
| Japon (Radio Songs)                            | 15                 |
| Lettonie (Latvijas Top 40 (en))                | 15                 |
| Mexique (Mexico Ingles Airplay (en))           | 12                 |
| Nouvelle-Zélande (Heatseekers)                 | 2                  |
| Portugal (AFP)                                 | 25                 |
| Royaume-Uni (UK Singles Chart)                 | 34                 |
| Suède (Heatseeker)                             | 2                  |
| Tchéquie (IFPI Singles Digitál)                | 91                 |

| Classement (2017)                | Position |
| -------------------------------- | -------- |
| États-Unis (Alternative Songs)   | 41       |
| États-Unis (Hot Rock Songs (en)) | 17       |

| Région | Certification | Ventes/Streams |
| --- | ------------- | -------------- |
| États-Unis (RIAA) | Or            | 500 000‡       |
| Royaume-Uni (BPI) | Or            | 400 000‡       |
| *Ventes selon la certification ^Mise en rayon selon la certification xNon précisé par la certification ‡ventes/streaming selon la certification |               |                |